# 1976
- Wikisource

| Calendário gregoriano                                                        | 1976 MCMLXXVI                       |
| Ab urbe condita                                                              | 2729                                |
| Calendário arménio                                                           | 1425 – 1426                         |
| Calendário bahá'í                                                            | 132 – 133                           |
| Calendário budista                                                           | 2520                                |
| Calendário chinês                                                            | 4672 – 4673 Início a 31 de janeiro  |
| Calendário copta                                                             | 1692 – 1693                         |
| Calendário etíope                                                            | 1968 – 1969                         |
| Calendários hindus - Vikram Samvat - Calendário nacional indiano - Cáli Iuga | 2031 – 2032 1897 – 1898 5076 – 5077 |
| Calendário Holoceno                                                          | 11976                               |
| Calendário islâmico                                                          | 1396 – 1397                         |
| Calendário judaico                                                           | 5736 – 5737 Início a 25 de setembro |
| Calendário persa                                                             | 1354 – 1355 Início a 21 de março    |
| Calendário rúnico                                                            | 2226                                |
| Calendário solar tailandês                                                   | 2519                                |

1976 (MCMLXXVI, na numeração romana) foi um ano bissexto do século XX que começou numa quinta-feira, segundo o calendário gregoriano. As suas letras dominicais foram DC. A terça-feira de Carnaval ocorreu a 2 de março e o domingo de Páscoa a 18 de abril. Segundo o horóscopo chinês, foi o ano do Dragão, começando a 31 de janeiro.

| Evento                                                   | Data            | Hora  |
| -------------------------------------------------------- | --------------- | ----- |
| Aquário                                                  | 20 de janeiro   | 22:26 |
| Peixes                                                   | 19 de fevereiro | 12:40 |
| primavera no hemisfério norte e outono no hemisfério sul |                 |       |
| Carneiro/equinócio                                       | 20 de março     | 11:50 |
| Touro                                                    | 19 de abril     | 23:03 |
| Gémeos                                                   | 20 de maio      | 22:22 |
| verão no hemisfério norte e inverno no hemisfério Sul    |                 |       |
| Caranguejo/solstício                                     | 21 de junho     | 06:25 |
| Leão                                                     | 22 de julho     | 17:19 |
| Virgem                                                   | 23 de agosto    | 00:19 |
| Outono no Hemisfério Norte e Primavera no Hemisfério Sul |                 |       |
| Balança/equinócio                                        | 22 de setembro  | 21:49 |
| Escorpião                                                | 23 de outubro   | 06:59 |
| Sagitário                                                | 22 de novembro  | 04:22 |
| inverno no hemisfério norte e verão no hemisfério sul    |                 |       |
| Capricórnio/solstício                                    | 21 de dezembro  | 17:36 |

| UTC: Portugal Continental, Madeira, Guiné-Bissau e São Tomé e Príncipe Subtrair (-): 1 h nos Açores e Cabo Verde 2 h nas Ilhas oceânicas brasileiras 3 h em Brasília, em Goiás, na Amazônia Oriental Brasileira e no nordeste, sudeste e sul brasileiros 4 h na Amazônia Ocidental Brasileira, Mato Grosso e Mato Grosso do Sul 5 h no Acre e sudoeste do Amazonas Adicionar (+): 1 h em Angola e Guiné Equatorial 2 h em Moçambique 8 h em Macau 9 h em Timor-Leste. |
| Adicionar uma hora durante a vigência do horário de verão: Portugal Continental : De 1 de janeiro a 26 de setembro de 1976 |

| Ano completo                           |
| -------------------------------------- |
| Ano bissexto com início à quinta-feira |

## Eventos

### Janeiro
- Em Uganda, Idi Amin é nomeado presidente vitalício.
- 7 de Janeiro - Sebastião Antônio de Oliveira o (Monstro de Bragança) e encontrado morto em sua cela na prisão de Campinas em Campinas, Brasil.
- Adolfo Suárez González torna-se presidente do governo de Espanha, substituindo Carlos Arias Navarro.
- Uma Junta Militar depõe Isabelita Perón do cargo de presidente da Argentina. Mais tarde no ano, Jorge Rafael Videla ocupa o lugar.
- Giulio Carlo Argan é eleito presidente do executivo do município de Roma.

### Fevereiro
- 27 de fevereiro - O Saara Ocidental declara-se independente da Espanha.

### Março
- 24 de março - A Presidente da Argentina Isabelita Perón é deposta por um Golpe de Estado e começa um período de Ditadura na Argentina.
- 29 de março - O General Jorge Rafael Videla é nomeado pela Junta para assumir a Presidência da Argentina, seu governo foi marcado por repressão política, perseguição a opositores, tortura e morte. Estima-se que 30.000 pessoas foram mortas ou desapareceram durante o Regime Militar na Argentina que durou até 1983.

### Abril
- 1 de abril - Steve Jobs e Steve Wozniac lançam a Apple Inc..
- 2 de abril - É aprovada a Constituição da República Portuguesa de 1976.
- 23 de abril - A banda nova-iorquina de punk rock Ramones lança seu primeiro álbum de estúdio.
- 25 de abril - Entrada em vigor da Constituição de 1976 que consagra a Democracia em Portugal.

### Maio
- 13 de maio - O futebolista Roberto Batata morreu em um acidente automobilístico.
- 16 de maio - Nasceu a cantora brasileira de música cristã Ana Paula Valadão.

### Junho
- 4 de junho - Um grande incêndio atinge o núcleo de jornalismo da TV Globo, situado no Jardim Botânico, fazendo a emissora perder grande parte de suas fitas e filmes. O incêndio foi provocado por um curto-circuito no ar-condicionado.
- 25 de junho - Idi Amin é declarado presidente vitalício do Uganda.
- 27 de junho - Primeiras eleições regionais nos Açores e na Madeira, Portugal, para, respetivamente, a Assembleia Legislativa da Região Autónoma dos Açores e para a Assembleia Legislativa da Região Autónoma da Madeira.
- 29 de junho - Independência das Ilhas Seychelles.

### Julho
- 1 de julho - Portugal concede autonomia à Madeira.
  - Nasceu a cantora Simony.
- 9 de julho - A Fiat inicia suas atividades no Brasil, com a produção do Fiat 147. É inaugurada sua fábrica em Betim, na região metropolitana de Belo Horizonte.
- 14 de julho - Ramalho Eanes toma posse como presidente da república portuguesa, substituindo Costa Gomes.
  - Sessão inaugural da Assembleia Legislativa da Região Autónoma dos Açores, na cidade da Horta, Ilha do Faial, Açores, Portugal.
- 17 de julho - Abertura dos Jogos Olímpicos de Verão de 1976, sediados em Montreal.
- 19 de julho - Sessão inaugural da Assembleia Legislativa da Região Autónoma da Madeira, na cidade do Funchal, Madeira, Portugal.
- 30 de julho - O Cruzeiro é campeão da Copa Libertadores da América de 1976, derrotando na final o River Plate, da Argentina.

### Agosto
- 1 de agosto - Encerramento dos Jogos Olímpicos de Verão de 1976, sediados em Montreal.
- 5 de agosto - Inauguração do Museu Carmen Miranda no Rio de Janeiro.
- 22 de agosto - Morre aos 73 anos o ex-presidente Juscelino Kubitschek, vítima de um acidente de carro na Rodovia Presidente Dutra.

### Setembro
- 4 de setembro - Primeira sessão solene da Assembleia Legislativa da Região Autónoma dos Açores na cidade da Horta, Ilha do Faial, Açores, Portugal.
- 8 de setembro - Tomada de posse do primeiro Governo Regional dos Açores, órgão executivo da Região Autónoma dos Açores, Portugal.
- Chega ao fim a Grande Revolução Cultural Proletária na China.

### Outubro
- 1 de outubro - Tomada de posse do primeiro Governo Regional da Madeira, órgão executivo da Região Autónoma da Madeira, Portugal.
- 7 de outubro - Nasceu a cantora gospel brasileira Aline Barros.

### Novembro
- 2 de novembro - Jimmy Carter, do partido democrata, é eleito presidente dos Estados Unidos com 50,1% dos votos, derrotando o então presidente republicano Gerald Ford, que recebeu 48% dos votos.
- 23 de novembro - O Cruzeiro perde o primeiro jogo da Copa Intercontinental para o Bayern de Munique por 2 x 0, em um campo coberto de neve, devido ao inverno rigoroso no país germânico.

### Dezembro
- 3 de dezembro - Fidel Castro torna-se chefe de estado e de governo de Cuba, assumindo simultaneamente a condição de Presidente do Conselho de Estado e do Conselho de Ministros.
- 6 de dezembro - Morreu o ex-presidente do Brasil João Goulart .
- 19 de dezembro - Nasceu a cantora gospel, compositora e pastora evangélica Fernanda Brum.
- 21 de dezembro - O Cruzeiro empata com o Bayern de Munique no Mineirão em 0 x 0 e perde a final da Copa Intercontinental.
- 23 de dezembro - Duarte Pio de Bragança, com a morte  de seu pai, nesse dia, torna-se pretendente ao trono do reino de Portugal.

## Nascimentos
- 6 de janeiro - Danny Pintauro, ator e produtor de cinema americano.
- 12 de fevereiro - Christopher Pettiet, ator americano (m. 2000).
- 13 de março - Danny Masterson, ator, disc-jockey e empresário americano.
- 24 de março - Peyton Manning, jogador de futebol americano estadunidense
- 16 de maio - Ana Paula Valadão, cantora brasileira de música cristã.
- 27 de junho - Wagner Moura, ator brasileiro
- 1 de julho - Haaz Sleiman, ator libanês.
- 30 de julho - Jonas Madureira, pastor e filósofo brasileiro.
- 7 de outubro - Aline Barros, cantora gospel brasileira
- 3 de novembro - Rodrigo Pacheco, advogado e político brasileiro.
- 15 de novembro - Caio Junqueira, ator brasileiro.(m.2019)
- 20 de novembro - Ricardo Alexandre Ruiz da Silva, pastor, teólogo, filósofo e psicanalista brasileiro.
- 19 de dezembro - Fernanda Brum, cantora gospel, compositora e pastora evangélica brasileira.
- 23 de dezembro - Gilberto Amauri Godoy Filho, voleibolista brasileiro
- 24 de dezembro - Gun Pakdeevijit, ator, diretor, produtor, cantor e Youtuber tailandês.
- 30 de dezembro - Rui Torres, apresentador mexicano (m. 2008).

## Mortes
- 8 de janeiro - Zhou Enlai, revolucionário e político chinês (n. 1898)
- 12 de janeiro - Agatha Christie, escritora inglesa (n. 1890)
- 20 de fevereiro - René Cassin, humanista francês premiado com o Nobel da Paz em 1968 (n. 1887)
- 26 de fevereiro - Otoniel e Oziel, dupla evangélica desde 1967 até 1976 (n. 1943) (n. 1945)
- 24 de março - Bernard Law Montgomery, oficial do Exército Britânico, combateu na Segunda Guerra Mundial (n. 1887).[1]
- 14 de abril - Mariano Ospina Pérez, Presidente da República da Colômbia de 1946 a 1950 (n. 1891).
- 13 de maio - Roberto Batata, futebolista brasileiro (n. 1949).
- 2 de junho - Juan José Torres Gonzáles, presidente da Bolívia de 1970 a 1971 (n. 1920).
- 6 de julho - Zhu De, revolucionário e marechal chinês (n. 1886).
- 7 de julho - Gustav Heinemann, foi um político alemão e presidente da Alemanha de 1969 a 1974 (n. 1899).[2]
- 16 de agosto - Geraldo José de Almeida, locutor esportivo brasileiro (n. 1919)
- 22 de agosto - Juscelino Kubitschek, 21° Presidente do Brasil (n. 1902).
- 26 de agosto - Lotte Lehmann, Soprano alemã (n. 1888) e Geraldo Assoviador, futebolista brasileiro do Flamengo (n. 1954).
- 9 de setembro - Mao Tse-Tung, Secretário-Geral do Governo Central Popular da República Popular da China de 1949 a 1954 e presidente da República Popular da China até 1976 (n. 1893).
- 13 de setembro - Camilo Ponce Enríquez, presidente do Equador de 1956 a 1960 (n. 1912).
- 30 de setembro - Miguel Afonso de Andrade Leite, presbítero brasileiro (n. 1912).
- 6 de dezembro - João Goulart, 24º Presidente do Brasil (n. 1919).
- 23 de dezembro - Duarte Nuno de Bragança (m. 1907).

## Por tema
- 1976 na arte
- 1976 no Brasil
- 1976 na ciência
- 1976 no cinema
- Desastres em 1976
- 1976 no desporto
- Divisões administrativas em 1976
- 1976 nos jogos eletrônicos
- 1976 no jornalismo
- 1976 na literatura
- 1976 na música
- 1976 na política
- 1976 na rádio
- 1976 no teatro
- 1976 na televisão

## Prémio Nobel
- Física - Burton Richter, Samuel C.C. Ting.
- Química - William N. Lipscomb.
- Literatura - Saul Bellow.
- Paz - Betty Williams e Mairead Corrigan.
- Economia - Milton Friedman.
- Medicina - Baruch S. Blumberg, D. Carleton Gajdusek.

## Epacta e idade da Lua
| Epacta gregoriana | 1 (I)   |
| Idade da Lua      | Letra b |

## Por tema
- 1976 na arte
- 1976 no Brasil
- 1976 na ciência
- 1976 no cinema
- Desastres em 1976
- 1976 no desporto
- Divisões administrativas em 1976
- 1976 nos jogos eletrônicos
- 1976 no jornalismo
- 1976 na literatura
- 1976 na música
- 1976 na política
- 1976 na rádio
- 1976 no teatro
- 1976 na televisão